# Twisted Colossus

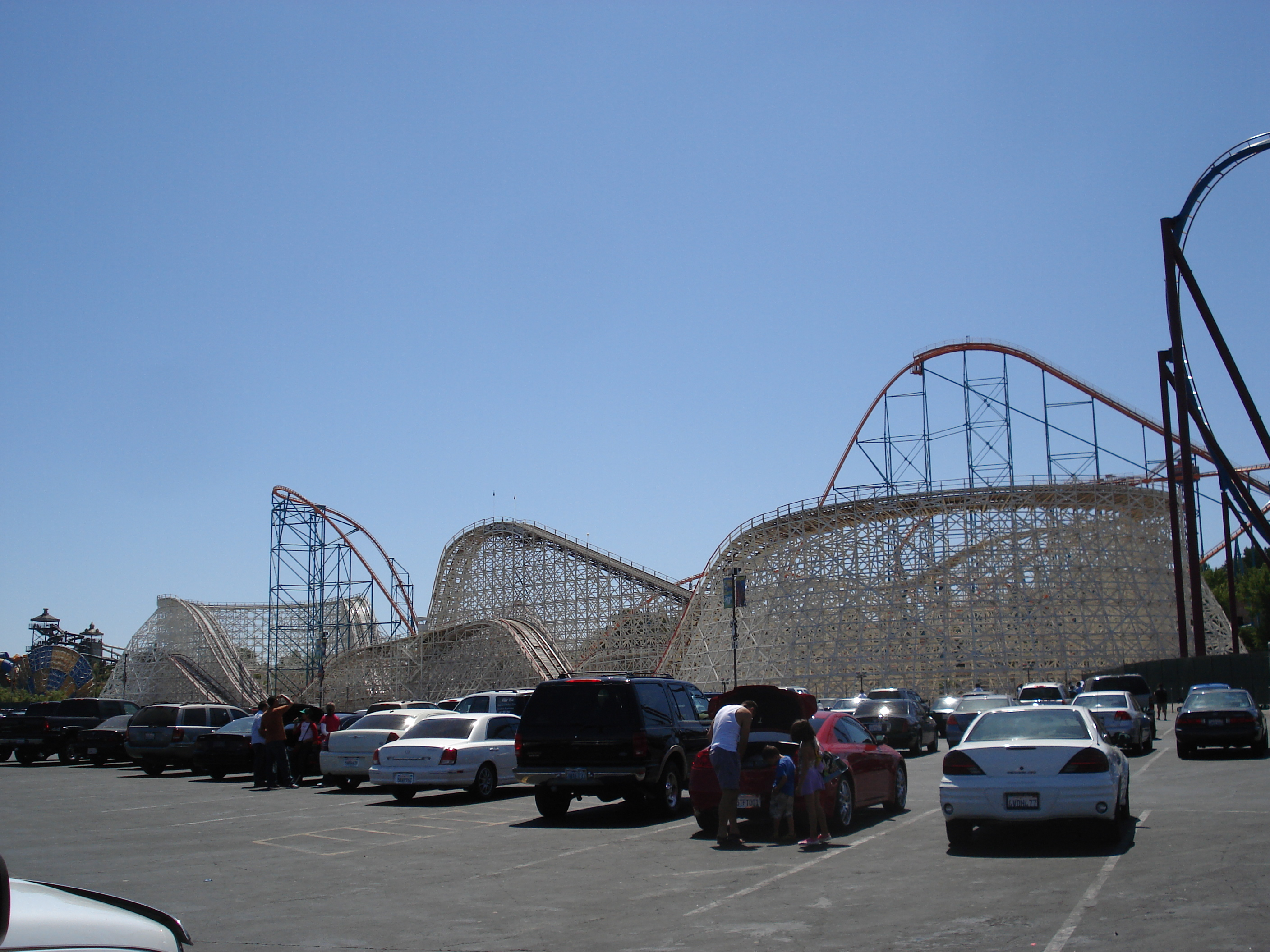
Colossus vanaf de parkeerplaats, ook zichtbaar zijn Goliath en Scream

Twisted Colossus is een Hybride achtbaan in het Amerikaanse pretpark Six Flags Magic Mountain. Hij werd op 29 juni 1978 geopend als Colossus en was bij de opening de hoogste en snelste houten achtbaan ter wereld, en de eerste achtbaan met twee afdalingen van meer dan 100 ft (30,5 m).

## Algemene informatie
Colossus werd ontworpen door Doug Bernards, de directeur van Bernards Brothers Construction in San Fernando. Het toen Magic Mountain geheten park vroeg specifiek om een volledig houten achtbaan omdat die zou rammelen en slingeren. Colossus is geproduceerd door International Amusement Devices, Inc. en kostte $7.000.000.
Tijdens de constructie van de Colossus stortte een gedeelte in door een tornado. Na de constructie bleek dat de remmen soms problemen veroorzaakten en dat de trein pas na meerdere ronden gestopt kon worden. Dit is ook een van de redenen dat op de plaats van twee kleinere heuvels later een remvak is aangebracht.
Door de twee identieke banen naast elkaar kon Colossus geclassificeerd worden als race-achtbaan, maar vanwege de route van de baan tussen het station en de eerste optakeling is het zeer uitzonderlijk dat twee treinen ook daadwerkelijk racen.
De oorspronkelijke twee houten banen werden door Rocky Mountain Construction vervangen door een stalen baan met twee optakelingen. De treinen kunnen tegen elkaar racen als de trein in het station op het goede moment wordt vrijgegeven. De treinen blijven tegenwoordig dichter bij elkaar tijdens het racen omdat de achtbaan zichzelf nu kruist.
De huidige ondersteunende constructie is helemaal wit geverfd, wat maar zeer uitzonderlijk gebeurt. Op deze constructie zitten een blauw en groen geverfde baan.

## Technische gegevens
- Baanlengte: 1318 meter
- Hoogte: 38,1 meter
- Daling: 35 meter
- Topsnelheid: 91,8 km/u
- G-kracht: 3,2 g positief
- Aantal treinen: 6 treinen (3 per baan) met zes wagens per trein met elk twee rijen van twee personen, totaal 24 plaatsen per trein

## Aanpassingen
Colossus werd meerdere malen aangepast sinds de bouw. In 1979, al een jaar na de opening, werden veel dingen op de achtbaan vervangen, zoals de treintjes, het remsysteem. Ook werd toen het baanverloop aangepast, om grote negatieve g-krachten weg te halen. In 1991 werd de baan nogmaals aangepast, waardoor er aan de zijde van de parkeerplaats een remvak is gekomen, op de plaats van twee kleinere heuvels. De oude baan bleef overigens nog zichtbaar onder dit remvak.
In 2015 werd de achtbaan omgebouwd tot een hybride achtbaan als een variant op hetzelfde type achtbaan als untamed in Walibi Holland is. Bij deze verbouwing werden enkele stukken houten constructie bijgebouwd en er werd een nieuwe stalen baan boven op de bestaande houten constructie bevestigd. Sindsdien heet de baan Twisted Colossus, heeft hij twee inversies (per rondje één) en werd de eerste afdaling dubbel zo steil (80°) gemaakt. De baan is als een rechthoek gebouwd en de achtbaantrein legt deze rechthoek twee keer af. In het eerste deel van de baan rijdt het treintje over een blauwgeverfde baan, waarna net voordat het treintje de liftheuvel voor de tweede keer beklimt het groene deel en tevens tweede rondje van de baan begint. De achtbaan die uit het station vertrekt (op de blauwe baan rijdt dus), duelleert met het treintje dat aan zijn tweede rondje (de groene baan) gaat beginnen.

## Ongevallen
In 1979 is de 20-jarige Carolina Flores uit Colossus gevallen en overleden.

## Gesloten
Voor het seizoen van 2014 had Six Flags Magic Mountain aangekondigd dat Colossus permanent zou sluiten op 16 augustus 2014. Op 3 juli 2014 werd er een poging gedaan om de Colossus te redden, die werd gestart door liefhebbers en voormalige Six Flags medewerkers, maar dit haalde niks uit. Op 16 augustus rond 21:30 werd de rit officieel gesloten.
De achtbaan is uiteindelijk in 2015 heropend als hybride achtbaan. Er zijn stalen segmenten toegevoegd aan de houten constructie.

## Brand
Op maandag 8 september 2014 omstreeks half twee 's middags vatte de achtbaan net achter de optakeling vuur. Een klein deel van de attractie bovenaan de optakeling is daarbij ingestort. Er kon snel worden geblust, waardoor de schade door de brand beperkt bleef. Na deze brand werd de achtbaan verbouwd naar een hybride achtbaan, zoals bij de alinea 'aanpassingen' is beschreven.

## Trivia
- In 1998 werd de 44 miljoenste passagier verwelkomd.[1]
- Colossus komt voor in de film National Lampoon's Vacation uit 1983.
- In de televisieserie Step by Step is Colossus de achtbaan waar de familie in zit.
- In de Nickelodeon-show Wild & Crazy Kids vindt een van de uitdagingen plaats op Colossus.